# Iglesia de Nuestra Señora de la Asunción (Astigarraga)
La iglesia de Nuestra Señora de la Asunción es un inmueble de la localidad española de Astigarraga, en la provincia de Guipúzcoa.

## Descripción
El edificio se encuentra en la localidad española de Astigarraga, perteneciente a la provincia de Guipúzcoa, en la comunidad autónoma del País Vasco. Se menciona como iglesia parroquial del lugar en el Diccionario histórico-geográfico-descriptivo de los pueblos, valles, partidos, alcaldías y uniones de Guipúzcoa (1862) de Pablo de Gorosábel, donde aparece descrita con las siguientes palabras:

Es tradicion que la primitiva iglesia parroquial de esta villa fué la que en el dia es ermita de Santiago; cuya ereccion se pretende remontar á una alta antigüedad. Sin embargo, no hay ninguna noticia de este hecho, ni aun del tiempo en que cesó de ser parroquia; lo que se supone tendría lugar despues que se fundo en paraje mas cómodo la actual. Esta se titula Santa María de Murguía, cuyo orígen tampoco consta; pero se presume que su antigüedad pasará del siglo décimo tercero. El patronato de ella ha pertenecido constantemente á los dueños de la casa solar de Murguia, siéndolo tal en la actualidad por el mismo concepto el marqués de Valdespina. A varias cuestiones ha dado lugar este asunto en tiempos anteriores. La primera de que hay noticia se suscitó en el año de 1414 sobre los derechos del patrono; cuya decision se sometió á D. Lanceloto de Navarra, administrador perpétuo de la Santa iglesia de Pamplona. Este en auto dado en Olite á 2 de enero del mismo año hizo las declaraciones del tenor siguiente. 1.ª Que la iglesia de Murguia, fundada en terreno de este solar, y poseida por sus dueños desde tiempo inmemorial, era de los mismos, conforme á un privilegio del papa Urbano segundo. 2.ª Que correspondían tambien á ellos los diezmos del solar de Murguia y los del lugar de Astigarraga con la obligacion de pagar todas las cargas ordinarias y extraordinarias de la iglesia. 3.ª Que igualmente les pertenecía el derecho de presentar el vicario de ella, quien percibiese las obligaciones, y además el patrono tenía que darle el salario de quince florines de Aragon. 4.ª Que las primicias se rigiesen y distribuyesen por el vicario y patrono, y que el que por estos fuese nombrado diese al segundo las cuentas de la administracion. No obstante estas determinaciones, se suscitó en el año de 1583 un pleito sobre la preferencia del banco capitular respecto del asiento del patrono: otro en el de 1584 sobre el derecho de presentacion de la vicaría: otro en el de 1588 sobre el nombramiento del mayordomo de fábrica. La villa de Astigarraga, al paso de reconocer el patronato de los dueños del solar de Murguia, demandó tambien á estos en el año de 1734 sobre el aumento de congrua del vicario y beneficiado. Este pleito dió por resultado una escritura de concordia, la cual fué otorgada á 6 de noviembre de 1747. Por ella se aumentaron las congruas del vicario y beneficiado, se señalaron sus respectivas obligaciones, y se determinó la forma que debía tener el banco capitular y el sitio donde debía colocarse, así que el asiento que corresponde al patrono. El plan beneficial de esta iglesia parroquial fué arreglado mas en forma por el ilustrísimo señor Don Esteban Antonio Aguado y Rojas, obispo de Pamplona, en 18 de febrero de 1791, el cual fué aprobado por la real cámara en 17 de mayo siguiente. Segun él, debía haber un vicario y un beneficiado, cuyas dotaciones, obligaciones, calidades y forma de provision se establecen circunstanciadamente. La villa recurrió despues á la misma cámara de Castilla solicitando la creacion de un nuevo beneficio, y por real órden de 26 de noviembre de 1807 se encargó al diocesano procediese á determinar lo conveniente con audiencia de los interesados. Hecho esto así, el señor obispo D. Joaquin Javier de Uriz y Lasaga por su auto de 22 de mayo de 1817 adicinó el plan anterior, disponiendo que el cabildo eclesiástico se compusiese de un vicario y dos beneficiados; señala detalladamente sus rentas y obligaciones; determina en fin los derechos del patrono. Este plan obtuvo la real aprobacion en 17 de marzo de 1825, y es el que en el dia rige, si bien no hay mas que un beneficiado por estar vacante el segundo beneficio. A este último arreglo precedió el reconocimiento formal del patronato de los dueños del palacio de Murguia, hecho por el ayuntamiento y vecinos de Astigarraga en 14 de abril de 1819; cuya escritura se otorgó ante D. Primo Leon de Arrieta, escribano de número de la misma villa y de la de Hernani.
(Gorosábel, 1862, pp. 64-65)